# Glaucostegus younholeei
Glaucostegus younholeei, el pez guitarra de Bangladés, es un tipo de pez guitarra de la familia Glaucostegidae que se encuentra en el norte de la Bahía de Bengala, Bangladés.
Esta especie está registrada a partir de 13 especímenes descubiertos en un centro de desembarco de peces en Cox's Bazar. Está presenciando una disminución demográfica de más del 80 por ciento debido a la alta tasa de explotación. 

## Descripción
Se puede diferenciar de sus congéneres por estas características: hocico puntiagudo, largo y estrecho, fosas nasales oblicuas anchas con la abertura anterior estrecha, color del cuerpo grisáceo o parduzco con un disco estrecho en forma de cuña, el margen de su cráneo está claramente demarcado antes de los ojos, crestas rostrales casi unidas en toda su longitud, cola relativamente más larga. La longitud máxima de esta especie es de sólo alrededor de 93 cm (36,6 plg).
Este pez guitarra posiblemente habita en aguas costeras y continentales poco profundas de menos de 120 m (394 pies). El rango de distribución geográfica específico no se puede determinar completamente ya que solo se ha registrado en un lugar de desembarco en Bangladés.  Sin embargo, existen algunas presunciones de que el pez guitarra de Bangladesh puede tener una distribución más amplia y vivir en áreas adyacentes, incluido el mar de Andamán y el estrecho de Malaca. 
El pez guitarra gigante, especialmente las especies más pequeñas (incluido el pez guitarra de Bangladés), se captura localmente para el comercio internacional de aletas y carne. 